# 性桂
性桂（穆麟德轉寫：singgui，约1670年代—1747年），王氏，满洲正蓝旗人（属正蓝旗汉姓满洲旗人），籍義州（今辽宁义县）。清朝政治人物、雍正朝大臣。

## 生平
先世居義州（今辽宁义县），國初來歸。康熙四十五年（1706）以天文生補欽天監博士，六十年（1721）授刑部主事；六十一年二月迁礼部员外郎，五月授监察御史巡视福建盐政。雍正五年（1727）遷大理寺卿，十一月授都察院左副都御史。雍正七年漕運總督兼兵部右侍郎，属浙江总督、兼杭州将军。雍正十年四月乙巳，接替海壽，擔任清朝刑部尚書；十年七月丙申，接替鄂爾奇，擔任清朝兵部尚書，复署漕运总督；十一年六月，同内阁学士、侍郎雙喜 (伊爾根覺羅)（其父刑部尚書傅臘塔）往北路军营协理军需；雍正十三年七月，办鄂尔坤（雍正十三年（1735年）筑清代鄂尔昆城，位于今蒙古国前杭爱省哈拉和林东北）粮饷事务（相关雍正十年光显寺之战），八月调补吏部尚書。乾隆元年，仍留鄂尔坤，寻患病来京调理，遣御医诊视；三年十一月，以老病求罢，以原官致仕。十二年八月，卒，赐祭葬，谥恭简，乾隆帝御制《吏部尚书性桂碑文》（翰林程景伊恭撰，载李兆洛《皇朝文典》）。生平载《钦定八旗通志：大臣传四十三》卷177，名列《满洲名臣传》。又有《性桂传》，载《国朝耆献类征》卷68。
在漕运总督任上，出任《江南通志》（1737）纂修协裁（总裁有两江总督尹继善，协裁有漕运总督补熙、江南河道总督高斌等）。

## 家庭
- 始祖王國祚（c.1570s-?）。“王國祚，正藍旗人，世居義州地方，天聰時來歸。其曽孫阿玉錫原任郎中。元孫性桂原任吏部尚書，徳清現任主事。四世孫懐仁現係廕生”（据《八旗滿洲氏族通譜》卷74）。“王国左，义州地方人，王姓，天命七年（1622）随兀鲁特贝勒索诺木来归”（据《正蓝旗档》第三谱）[3]。兀鲁特贝勒索诺木（索諾穆）系正蓝旗满洲进士博爾濟吉特氏鄂山家族始祖。
- 曾祖（c.1600s-?），从龙入关。
- 祖父（c.1620s-?）。
- 父阿玉錫（c.1640s-?），原任郎中。
- 胞兄刑部員外郎德林（c.1670s-?）；其女王氏，嫁镶黄旗满洲、文华殿大学士高晋（1707—1778）。胞兄德清，主事。
- 子懷仁。